# هيرمان دي. كرو
هيرمان دي. كرو هو سياسي أمريكي، ولد في 15 أبريل 1851 في ديلاوير في الولايات المتحدة، وتوفي في 22 أكتوبر 1915 في أولمبيا في الولايات المتحدة بسبب سرطان. نشط حزبياً في الحزب الجمهوري. وقد انتخب عضو مجلس ولاية واشنطن ‏.